# Atherigona ligurriens
Atherigona ligurriens este o specie de muște din genul Atherigona, familia Muscidae, descrisă de Meng și Xue în anul 1982. Conform Catalogue of Life specia Atherigona ligurriens nu are subspecii cunoscute.